# スノーピーク
株式会社スノーピーク（英: Snow Peak, Inc.）は、日本の新潟県三条市に本社を置くアウトドア製品の製造販売会社、アウトドア事業会社。1958年に山井幸雄が創業した。1963年に商標登録された「スノーピーク」ブランドで知られる。近年はキャンピングオフィス事業、複合型リゾート事業、アウトドア研修、ワーケーションの推進などに力を入れている。ファン等からの略称は「スノピ」。

## 概要
創業は山井幸雄商店という金物問屋で、当時の登山用品に不満があった初代社長の山井幸雄（1931年 - 1992年）が、オリジナルの登山用品・釣り具を開発したことによりアウトドアレジャーメーカーとして事業を拡大し、株式会社ヤマコウと社名変更した。
1986年に山井幸雄の長男である山井太が入社してキャンプ製品の開発を開始。1988年にオートキャンプ事業を立ち上げた。これにより、オートキャンプシーンを創りだしたパイオニアとして知られることになった。1996年に山井太は代表取締役に就任して同時に社名を株式会社スノーピークと変更し、オートキャンプの需要拡大とともに新製品を市場へ投入した。
1990年代前半にオートキャンプブームが収束すると減収が続く。1990年代後半、ユーザーとのキャンプイベント「Snow Peak Way」を開催した時にユーザーから語られた「製品は良いけど高い」「品揃えが悪い」という言葉にショックを受け、見直しを図る。正規特約店制度を導入し、問屋の介在を排した。同時期、直火での焚き火が禁止されたキャンプ場でも焚き火ができるステンレス製の焚き火台を発売。焚き火台はロングセラー商品となった。
現在では日本国内のみならず海外にもグループ会社を持ちオートキャンプ、登山用のテントや寝具、タープ、チェア、マグカップ等のアウトドア用品や自然指向のライフスタイルを実現する製品の販売を行なっている。経年劣化やユーザー自身の過失などを除いて、全ての商品に「永久保証」を付けている。故障やテントの破れ等ほとんど全てのアイテムが同社のアフターサービスで修理を受けることができる。
2009年4月1日、フライフィッシング以外のフィッシング事業をグローブライド（旧:ダイワ精工）に譲渡した。譲渡後もグローブライドはスノーピークブランドを展開している。
2011年4月29日、本社機能をそれまでの三条市三貫地から同市中野原（旧:南蒲原郡下田村）に「HEADQUARTERS」として拡張移転。計16万5000m2（平方メートル）の土地に直営のオートキャンプ場「HEADQUARTERS Campfield」をオープン。同社製品の全てを手に取ることができる直営店「HEADQUARTERS Natural Lifestyle Store」を併設している。キャンプ場ではレンタルも可能。「手ぶらキャンププラン」という機材一式レンタルや宿泊利用費、スタッフによる設営サポートが含まれた初心者向けのプランも用意している。本社「HEADQUARTERS」は工場やアフターサービス、オフィスの見学が可能である。
2014年、アパレル事業をリニューアル。2015年11月、表参道に旗艦店を開店。他にも、住まいやオフィスにおけるアウトドアライフスタイルを提案するアーバンアウトドア事業を展開するなど新規事業にも力を入れている。
2016年9月、建築家隈研吾とコラボーションしたモバイルハウス「住箱」を発表。
2019年、社長の山井太がアメリカ合衆国に移住。2020年2月26日、3月27日付で山井太が代表権のある会長に就任し、長女の山井梨沙副社長が社長に就任する人事を発表した。
2020年7月23日、長野県白馬村で体験型複合施設「Snow Peak LAND STATION HAKUBA」が全面開業。
2021年4月24日、本社のHeadquartersについて、周辺の土地を購入して敷地を5万坪から15万坪に拡張すると発表した。
同年7月8日、本社の敷地内に温浴施設を中心とする複合型リゾート「フィールド スイート スパ ヘッドクォーターズ」を2022年春に開業すると発表した。設計は隈研吾。スパの面積は約400m2。宿泊施設はヴィラ棟（2タイプ、3棟）に「住箱」を併設する予定。レストランは「神楽坂 石かわ」の石川秀樹が監修する。
同年12月1日、新潟土地建物販売センターと石田伸一建築事務所と協働して、2022年10月に新潟市西蒲区和納地区へ住宅街「野きろの杜」を開発すると発表した。約2万1818m2の敷地内に、34区画の分譲地と8戸の賃貸住宅からなる「住宅エリア」、ショップやイベントを通して交流が生まれる「コマーシャルエリア」、宿泊体験ができる「ゲストハウスエリア」の3つのエリアが整備されるとした。

## 年表
- 1958年（昭和33年）7月 - 山井幸雄が山井幸雄商店を創業。
- 1963年（昭和38年）10月 - 「スノーピーク」を商標登録。
- 1964年（昭和39年）1月 - 有限会社山井商店を設立、法人組織化。
- 1971年（昭和46年）5月 - 株式会社ヤマコウへ組織変更。
- 1986年（昭和61年） - 創業者山井幸雄の息子である山井太（現社長）の入社[9]。
- 1996年（平成8年）12月 - 株式会社スノーピークに商号変更。
- 2011年（平成23年）4月 - キャンプフィールドを併設した店舗・工場・オフィスが一体となったHeadquatrsへと本社および工場を移転。
- 2014年（平成26年）12月11日 - マザーズ上場。
- 2015年（平成27年）12月11日 - 東京証券取引所第一部に市場変更。
- 2016年（平成28年）7月1日 - 株式会社スノーピークビジネスソリューションズ設立。
- 2017年（平成29年）
  - 1月4日 - 株式会社スノーピークグランピング設立。
  - 2月1日 - 株式会社スノーピーク地方創生コンサルティング設立。
  - 3月1日 - 物流や製造、アフターサービス、営業の一部等中核機能を集約した「スノーピーク オペレーションコア HQ2」稼働開始。
- 2022年（令和4年）
  - 4月15日 - 複合型リゾート「フィールド スイート スパ ヘッドクォーターズ」が本社敷地内にオープン[27]。
  - 9月21日 - 創業者の孫である山井梨沙社長が既婚男性との交際と妊娠を理由に社長職を辞職。同社は同日に臨時取締役会を開き、山井太会長が社長を兼務することを決議した[28]。
- 2023年（令和5年）5月19日 - 韓国初となる直営キャンプ場「スノーピーク エバーランド キャンプフィールド」（京畿道龍仁市）を開業した。全敷地面積は約6万6100m2。キャンプ場の本格的な開業は2024年夏を予定[29]。
- 2024年（令和6年）
  - 2月21日 - 同日から同年4月12日までの間、スノーピークの経営陣と投資ファンドのベインキャピタルとの共同で自社株買収（MBO）を目的とした株式公開買付け（TOB）を実施[30]。
  - 4月19日 - 前述のTOBにより、ベインキャピタル傘下の株式会社BCJ-80が議決権所有割合ベースで59.55%の株式を取得[31][32]。
  - 7月9日 - 東京証券取引所プライム市場上場廃止[4]。
  - 7月11日 - 株式併合により株主が株式会社BCJ-80及び経営陣関係者のみとなる[4]。

## ギャラリー
- スノーピーク製のテント
- スノーピーク製のタープ
- イベントで使われるテントとタープ
- スノーピークEat久屋大通店。2020年9月18日にオープン[33]。
- スノーピークEat豊田鞍ヶ池店。2021年5月1日にオープン[34][35]。
- スノーピークEat豊田鞍ヶ池店の入口
- シェアオフィス兼コワーキングスペース「Camping Office osoto 久屋大通」[36]
- トレーラーハウス「住箱」[37]
- スノーピークの直営店（愛知県豊田市）

## 施設

### キャンプ施設・グランピング施設
- スノーピークHeadquarters
  - キャンプフィールド
  - フィールドスイートスパ
- スノーピーク十勝ポロシリキャンプフィールド

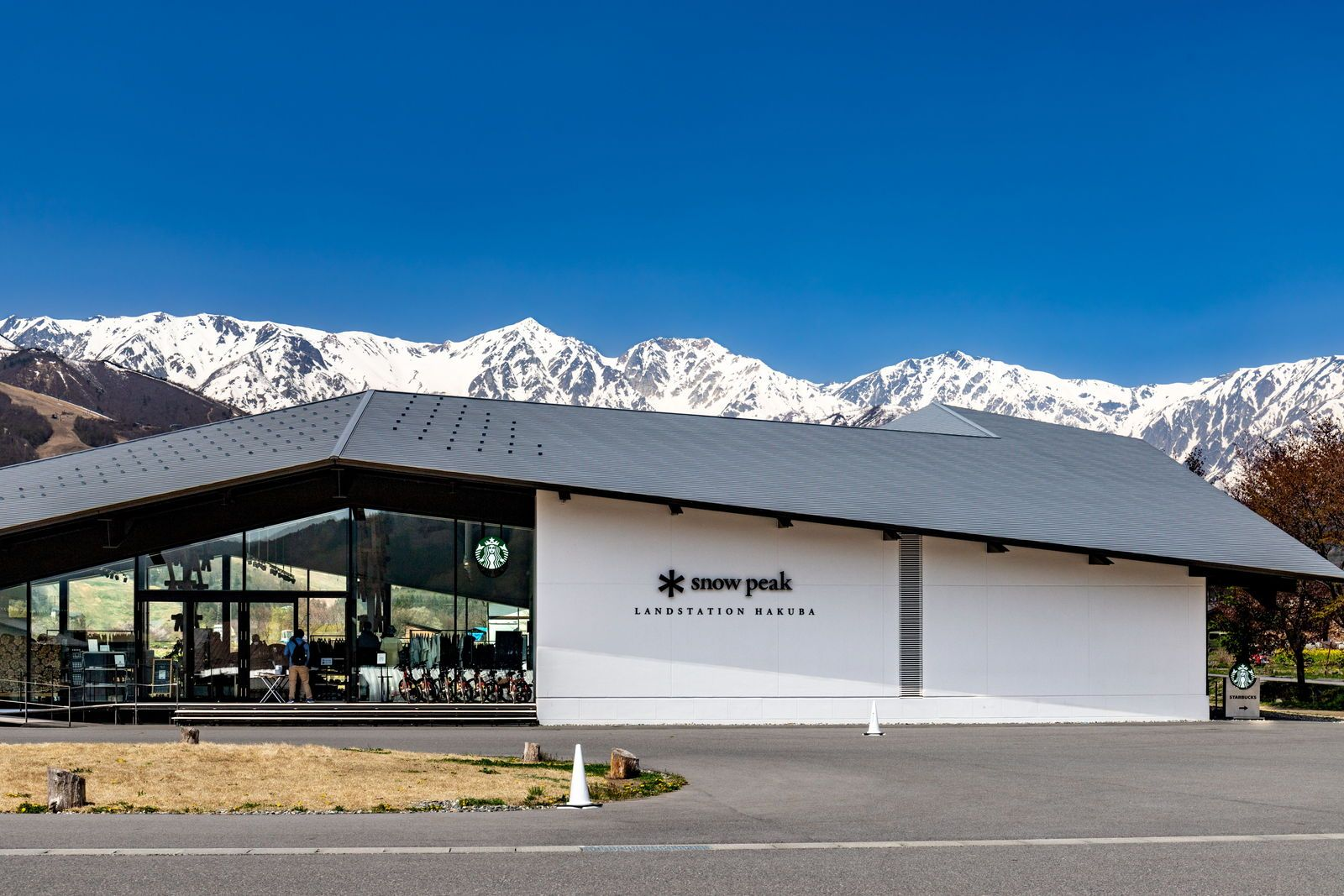
スノーピークランドステーション白馬

- グランピング京急観音崎
- グランピングスワンレイク五十嵐邸ガーデン

- ランドステーション白馬
- フィールドスイート白馬・北尾根高原
- パークフィールドスノーピーク豊田鞍ケ池
- スノーピーク箕面キャンプフィールド
- スノーピーク大阪りんくう
- グランピング徳島小松島
- スノーピークかわの駅おち
- スノーピークおち仁淀川キャンプフィールド
- スノーピーク土佐清水キャンプフィールド
- スノーピーク油山福岡キャンプフィールド
- スノーピーク奥日田キャンプフィールド

### 店舗
店舗情報を参照
米国 2店舗
- Snow Peak Portland
- Snow Peak SoHo

韓国 4店舗
- Snow Peak HQ Lounge  (Korea)
- Snow Peak Store Busan
- Snow Peak Store   Icheon
- Snow Peak Store  Pangyo Hyundai

台湾 1店舗
- Snow Peak HQ Lounge (Taiwan)

インストア店舗
国内49店舗、台湾6店舗　合計53店舗
ショップインショップ店舗
国内65店舗、韓国34店舗　合計99店舗

## 主な製品
- ランドブリーズシリーズ（テント）
- ランドロックシリーズ（シェルター）
- ランドステーションシリーズ（タープ）
- オフトンシリーズ（寝袋）
- ギガパワーシリーズ（ストーブ・ランタン・バーナー・ヒーター等）
- ほおずきシリーズ（LEDランタン）
- 焚火台
- テーブルウェア・チタンマグカップ
- 住箱

## 連結子会社
2023年12月31日現在
- 株式会社スノーピークウェル
- Snow Peak Korea, Inc.
- 株式会社スノーピークビジネスソリューションズ
- 株式会社スノーピーク地方創生コンサルティング
- 株式会社スノーピーク白馬
- 株式会社スノーピークローカルフーズ
- Snow Peak London, Limited.
- Snow Peak USA, Inc.
- Snow Peak HOSPITALITY, LLC.
- 雪諾必克自然（北京）文化発展有限公司
- 台湾雪諾必克企業股份有限公司
- Snow Peak Camp Operations, LLC.
- Snow Peak Long Beach Real Estate, LLC.
- 株式会社スノーピークサーキュレーションコア
- 株式会社キャンプの力研究所

## パートナーシップ
2018年10月末現在以下のとおり。
- 環境省（国立公園オフィシャルパートナー）
- 燕三条「畑の朝カフェ」
- ZOZOTOWN
- YAMAP（登山情報サイト）
- コンサベーション・アライアンス・ジャパン
- 一般社団法人フォレストック協会
- TranTixxii（トランティクシー）（日本製鉄-意匠性チタンブランド）スノーピークのチタン製アウトドア製品は、全て最高級チタンのTranTixxii（トランティクシー）を使用

### 自治体との連携
2016年7月、北海道帯広市と、観光振興や人材育成に協力する「包括連携協定」と結ぶ。地方自治体との同協定の締結は帯広市が初で、その後は以下の地方自治体と包括連携協定を結んでいる。
- 2016年 - 北海道帯広市
- 2017年 - 愛知県豊田市[39]、北海道更別村、大分県日田市、

熊本県熊本市
- 2018年 - 北海道上川町、高知県、茨城県つくば市、新潟県十日町市、新潟県新潟市
- 2019年 - 長野県白馬村、山口県下関市
- 2020年 - 熊本県人吉市、新潟県佐渡市
- 2021年 - 佐賀県[40]、新潟県三条市[41]、新潟県[42]、北海道羅臼町[43]
- 2022年 - 三重県いなべ市[44]
- 2023年 - 滋賀県長浜市[45]

## メディア出演
- グローバルナビフロント（2014年8月2日、BS-TBS）
- 日経スペシャル カンブリア宮殿（テレビ東京系）
  - キャンプ場から出勤!テントで年間40泊以上! 急成長アウトドアメーカーが繰り出す"客感動"戦略（2014年9月18日）[46]
  - スノーピーク 「都会でキャンプ」の新戦略（2021年10月14日）[47]

## 関連書籍
- 『ブランドのそだてかた』（著者:中川淳 西澤明洋）（2012年10月18日、日経BP社）ISBN 978-4822264819 - ブランドを持つ企業を訪ね、6人の経営者へのインタビュー集
- 『スノーピーク「好きなことだけ！」を仕事にする経営』（著者:山井太）（2014年6月4日、日経BP社）ISBN 978-4822277659
- 『自然にふれて取りもどす 人間の基本』（著者:スノーピーク）（2015年3月1日、マガジンハウス）ISBN 9784838727360
- 『アミューズメントの感性マーケティング エポック社社長、スノーピーク社長、松竹副社長が語る』（著者:長沢伸也）（2015年4月3日、同友館）ISBN 9784496051180
- 『ザ・ファースト・カンパニー2016』（編集:ダイヤモンド経営者倶楽部）（2016年1月19日、ダイヤモンド社）ISBN 9784478068588 - 「THE FIRST」をキーワードに注目31社を収録
- 『OUTDOOR LIFE with DOGS 犬とキャンプ!』（監修:スノーピーク）（2016年8月25日、マガジンハウス）ISBN 978-4838728671
- 『キャンプで子育て GUIDE for FAMILY CAMP』（監修:スノーピーク）（2016年9月15日、マガジンハウス）ISBN 978-4838728794。
- 『スノーピーク「楽しいまま! 」成長を続ける経営』（著者:山井太）（2019年10月18日、日経BP社）ISBN 978-4296103355

## 不祥事
2024年7月2日、スノーピークと海外の子会社との取引で日本に計上されるべき所得6億円程度を海外に移していると関東信越国税局から指摘を受けていたことが、報道機関から報じられた。スノーピークは国税局からの指摘を受け、修正申告の後1億5000万円余りの追徴課税を済ませたことを述べている。